# Nesozineus juninensis
Nesozineus juninensis är en skalbaggsart som först beskrevs av Lane 1970.  Nesozineus juninensis ingår i släktet Nesozineus och familjen långhorningar. Inga underarter finns listade i Catalogue of Life.